# Mycetophila ordinseta
Mycetophila ordinseta är en tvåvingeart som beskrevs av Freeman 1951. Mycetophila ordinseta ingår i släktet Mycetophila och familjen svampmyggor. Inga underarter finns listade i Catalogue of Life.